# ダスク (ザ・ザのアルバム)
『ダスク』（Dusk）は、イングランドのロック・バンド、ザ・ザが1993年1月に発表した4作目（当初マット・ジョンソン名義で発売された『バーニング・ブルー・ソウル』を含めれば5作目）のスタジオ・アルバム。

## 背景
キーボーディストのD.C.コラードが正式加入し、5人編成のバンドという体裁で制作された。ただし、正式ドラマーであったデヴィッド・パーマーは本作の制作中に解雇され、一部の曲ではヴィニー・カリウタ（元フランク・ザッパ・バンド）とブルース・スミス（元ポップ・グループ）がドラムスを担当した。中心人物のマット・ジョンソンは後年「奇妙なことに、『マインド・ボム』以上にライヴ・レコーディングを中心とした、よりバンド的な録音状況だったにもかかわらず、もはやバンドとしての一体感は失われているように感じた」「私の自信作の一つだ。皆が素晴らしい仕事をしたが、ツアーに出た頃にはバンドは崩壊していた」と振り返っている。

## 反響・評価
全英アルバムチャートでは4週トップ100入りし、ザ・ザのアルバムとしては最高の2位を記録した。ニュージーランドのアルバムチャートでは11週トップ50入りし、1993年2月21日に最高6位を記録するが、トップ10入りは1週のみで終わった。ノルウェーでは『インフェクテッド』（1987年）以来のアルバム・チャート入りを果たし、最高10位を記録して、同国における唯一のトップ10アルバムとなった。
サム・サミュエルソンはオールミュージックにおいて5点満点中4点を付け「以前の多くのアルバムで枠組みとなってきた、癖になるようなダンス・ビートを捨て、暖色系の光がゆらめく、熱気に満ちた生のリズムに置き換えた」と評している。

## 収録曲
全曲ともマット・ジョンソン作。
1. 真の幸福はそうして見い出される "True Happiness This Way Lies" – 3:10
2. 愛は死よりも強し "Love Is Stronger Than Death" – 4:38
3. 欲望の犬ども "Dogs of Lust" – 3:09
4. 夜の訪れ "This Is the Night" – 3:50
5. 前世のスロー再生 "Slow Emotion Replay" – 3:54
6. 電話相談員 "Helpline Operator" – 4:48
7. ナトリウム光の恋人 "Sodium Light Baby" – 3:45
8. 君の吐息 "Lung Shadows" – 4:34
9. 真夜中の亡霊 "Bluer Than Midnight" – 3:43
10. 孤独な惑星 "Lonely Planet" – 5:27

## シングル
本作からのシングルのチャート最高順位を示す。
| タイトル         | イギリス | ニュージーランド | ノルウェー |
| ---------------- | -------- | ---------------- | ---------- |
| 欲望の犬ども     | 25位     | 16位             | 7位        |
| 前世のスロー再生 | 35位     | -                | -          |
| 愛は死よりも強し | 39位     | -                | -          |

## 参加ミュージシャン
- マット・ジョンソン - ボーカル、ギター、メロディカ、タンブリン、ローズ・ピアノ、テープ操作、シンセサイザー
- ジョニー・マー - ギター、バリトン・ギター、ハーモニカ、バッキング・ボーカル
- D.C.コラード - ハモンドオルガン、ピアノ
- ジェームズ・エラー - ベース
- デヴィッド・パーマー - ドラムス(on #2, #5, #7, #10)

アディショナル・ミュージシャン
- ダニー・トンプソン - アップライト・ベース(on #4)
- ヴィニー・カリウタ - ドラムス(on #3, #9)
- ブルース・スミス - ドラムス(on #4, #6)
- ジョン・サークル - トランペット(on #6)
- クリス・バチェラー - トランペット(on #8)
- ガイ・バーカー - トランペット(on #9)
- アシュレイ・スレイター - トロンボーン(on #8)
- デイヴィッド・ローレンス - ホルン、フリューゲルホルン(on #8)
- ポール・ウェブ、ジーク・マニーイカ - バッキング・ボーカル(on #10)